# Puntius setnai
Puntius setnai és una espècie de peix cipriniforme de la família dels ciprínids.

## Morfologia
Els mascles poden assolir els 57 cm de longitud total.

## Distribució geogràfica
Es troba a Goa (Índia).